# Tachydromia monserratensis
Tachydromia monserratensis är en tvåvingeart som först beskrevs av Gabriel Strobl 1906.  Tachydromia monserratensis ingår i släktet Tachydromia och familjen puckeldansflugor.
Artens utbredningsområde är Spanien. Inga underarter finns listade i Catalogue of Life.